# Ronald S. Lauder
Ronald S. Lauder (født 26. februar 1944 i New York) er en amerikansk forretningsmand, medborgerleder, filantrop og kunstsamler. Ifølge Forbes er Lauder én af verdens rigeste personer med en anslået formue på 2,7 milliarder dollars (2005). Han er søn af Estée Lauder.
I juni 2006 købte han Gustav Klimts maleri Portræt af Adele Bloch-Bauer I for 135 millioner dollars, hvilket på det tidspunkt var det hidtil højeste pris der er betalt for et maleri. 